# Alice Terry
Alice Terry (Vincennes, 29 de julho de 1899 – Burbank, 22 de dezembro de 1987), nascida Alice Frances Taaffe, foi uma atriz de cinema norte-americana que começou sua carreira na época do cinema mudo, atuando em trinta e nove filmes entre 1916 e 1933.
Em 1921, ela se casou com o diretor Rex Ingram durante a produção de The Prisoner of Zenda (1922), que ele dirigiu e em que ela apareceu como a princesa Flavia. O casal fugiu por um fim de semana, casou-se em Pasadena e voltou ao trabalho na próxima segunda-feira. 
Em 1923, Terry e Ingram decidiram se mudar para a Riviera Francesa. Eles formaram um pequeno estúdio em Nice e fizeram vários filmes no local no Norte de África, Espanha e Itália para MGM e outros. 
Durante a confecção de The Arab (1924) na Tunísia, eles encontraram um filho da rua chamado Kada-Abd-el-Kader, a quem adotaram ao saber que ele era um órfão. Alegadamente, el-Kader falsificou sua idade para se tornar mais jovem para seus pais adotivos. 
Alice Terry era conhecida por ser de mente aberta e atuava como uma capa para a sexualidade de Ramón Novarro. Na década de 1930, ela foi com Novarro, Barry Norton e outros atores homossexuais para as casas noturnas de Hollywood para atuar como uma capa, que recebeu reação na revista The Hollywood Reporter. 
Quando Ingram decidiu voltar para Los Angeles, ele pediu a Terry que encontrasse uma casa junto a um rio. Uma noite, quando Terry estava bebendo com amigos, ela instruiu o táxi para se puxar para que ela pudesse vomitar. Quando Terry terminou, ela olhou para cima e viu uma propriedade em Studio City no rio Los Angeles e decidiu que este era o lugar onde sua nova casa com a Rex seria. 
Uma vez que Terry e Ingram voltaram para os Estados Unidos, começaram a ter problemas com seu filho adotivo, Kada-Abd-el-Kader. Ele "começou a se associar com mulheres rápidas e carros rápidos em todo o Vale de San Fernando". Terry e Ingram o enviaram de volta ao Marrocos "para terminar a escola".
```
Kada-Abd-el-Kader nunca voltou para a escola, mas depois se tornou um guia turístico em Marrocos e Argel. El-Kader sempre diz aos turistas que ele era o filho adotivo de Rex Ingram e Alice Terry.
```

## Filmografia selecionada
- 1916: Civilization
- 1916: Not My Sister
- 1918: Old Eives for New
- 1921: The four Horsemen of the Apocalypse
- 1922: The Prisoner of Zenda
- 1923: Scaramouche
- 1927: Mare Nostrum
- 1928: The Garden of Alah